# Rumänische Leichtathletik-Hallenmeisterschaften 2023
Die Rumänischen Leichtathletik-Hallenmeisterschaften 2023 wurden vom 18. bis zum 19. Februar im Sala de Atletism Ioan Soter in der Hauptstadt Bukarest ausgetragen. Die Mehrkampfbewerbe wurden am 25. und 26. März ebendort ausgetragen.

## Medaillengewinner

### Männer
| Disziplin      | Gold             | Leistung       | Silber           | Leistung       | Bronze              | Leistung       |
| -------------- | ---------------- | -------------- | ---------------- | -------------- | ------------------- | -------------- |
| 60 m           | Petre Rezmiveş   | 6,77 s SB      | Mirel Stoica     | 6,79 s         | Cristian Roiban     | 6,80 s SB      |
| 200 m          | Sorin Voinea     | 22,23 s PB     | Denis Toma       | 22,26 s        | Marian Tănase       | 22,40 s        |
| 400 m          | Mihai Dringo     | 47,93 s        | Robert Parge     | 47,97 s        | Denis Toma          | 48,76 s SB     |
| 800 m          | Cristian Voicu   | 1:51,48 min    | Mark Fandly      | 1:52,70 min    | Razvan Vidrea       | 1:53,00 min PB |
| 1500 m         | Nicolae Coman    | 3:56,00 min    | Nicolae Soare    | 3:56,63 min    | Damian Mititelu     | 3:57,73 min PB |
| 3000 m         | Dorin Rusu       | 8:11,91 min SB | Nicolae Coman    | 8:22,29 min SB | Dragoș Pop          | 8:27,61 min    |
| 60 m Hürden    | Alin Anton       | 7,77 s SB      | Vlad Dulcescu    | 8,05 s PB      | Dragoș Silvestru    | 8,07 s         |
| Hochsprung     | Valentin Androne | 2,08 m SB      | David Bejinariu  | 2,08 m PB      | Sorin Ionescu       | 2,00 m SB      |
| Stabhochsprung | Dacian Costea    | 4,90 m SB      | Răzvan Doroftei  | 4,70 m         | Robert Tabacu       | 4,10 m         |
| Weitsprung     | Gabriel Bitan    | 7,95 m SB      | Cristian Sava    | 7,71 m PB      | David Ciolpan       | 7,57 m PB      |
| Dreisprung     | Răzvan Grecu     | 16,65 m PB     | Răzvan Nicoară   | 15,66 m PB     | Cristi Boboc        | 15,62 m        |
| Kugelstoßen    | Andrei Toader    | 20,32 m        | Marius Musteaţă  | 18,31 m        | Constantin Gherasim | 15,88 m PB     |
| Siebenkampf    | George Kadar     | 4798 Punkte PB | Dragoș Silvestru | 4585 Punkte PB | Sorin Ionescu       | 4564 Punkte PB |

### Frauen
| Disziplin      | Gold                  | Leistung       | Silber               | Leistung       | Bronze            | Leistung       |
| -------------- | --------------------- | -------------- | -------------------- | -------------- | ----------------- | -------------- |
| 60 m           | Maria Bisericescu     | 7,33 s PB      | Marina Andreea Baboi | 7,39 s SB      | Maria Mihalache   | 7,50 s SB      |
| 200 m          | Ioana Vrînceanu       | 24,98 s PB     | Petrina Pivniceru    | 25,15 s        | Stefania Balint   | 25,72 s        |
| 400 m          | Andrea Miklós         | 54,39 s        | Sanda Belgyan        | 55,34 s        | Emma Matyus       | 56,50 s        |
| 800 m          | Cristina Bălan        | 2:07,48 min    | Maria Florea         | 2:09,65 min SB | Tabita Teusan     | 2:09,68 min PB |
| 1500 m         | Cristina Bălan        | 4:26,13 min PB | Lenuța Simiuc        | 4:26,85 min    | Alexandra Hudea   | 4:30,13 min SB |
| 3000 m         | Stella Ruto           | 9:10,06 min    | Claudia Prisecaru    | 9:30,76 min    | Lenuța Simiuc     | 9:34,63 min PB |
| 60 m Hürden    | Anamaria Nesteriuc    | 8,16 s         | Iulia Grigoroiu      | 8,26 s PB      | Cosmina Balaban   | 8,39 s         |
| Hochsprung     | Daniela Stanciu       | 1,93 m SB      | Federica Apostol     | 1,85 m =PB     | Florentina Budică | 1,70 m         |
| Stabhochsprung | Valentina Necoară     | 3,85 m PB      | Andreea Drăgan       | 3,20 m         | Meda Cozmanciuc   | 3,00 m         |
| Weitsprung     | Alina Rotaru-Kottmann | 6,64 m SB      | Florentina Iușco     | 6,52 m SB      | Diana Ion         | 6,24 m PB      |
| Dreisprung     | Florentina Iușco      | 13,94 m PB     | Diana Ion            | 13,77 m PB     | Elena Taloș       | 13,67 m SB     |
| Kugelstoßen    | Ioana Țigănașu        | 13,75 m        | Maria Andone         | 13,07 m        | Adina Fîrţală     | 12,30 m SB     |
| Fünfkampf      | Emma Matyus           | 3719 Punkte PB | Elena Taloș          | 3576 Punkte    | Florentina Budică | 3329 Punkte    |